# Szojuz TM–8
Szojuz TM–8 orosz háromszemélyes, de két űrhajóst szállító, negyedik generációs űreszköz, az 5. hosszútávú expedíció tagjait vitte a Mir űrállomásra.

## Küldetés
Az űrhajó csatlakozását követően mentőegységként, illetve visszatérő eszközként került alkalmazásra. A 7. személyzettel ellátott űrvállalkozás. Az űrhajó felépítése, technikai adatai megegyeznek a Szojuz TM–1 űreszközzel.

## Jellemzői
1989. szeptember 5-én a bajkonuri űrrepülőtér indítóállomásról egy Szojuz–U2 típusú hordozórakétával juttatták Föld körüli, közeli körpályára. Kétnapos önálló repülést követően szeptember 7-én csatlakozott a Mir űrállomáshoz. Az orbitális egység pályája 92,4 perces, 51,6 fokos hajlásszögű, elliptikus pálya-perigeuma 390 kilométer, apogeuma 392 kilométer volt. Tömege 7150 kilogramm.
Az automatikus dokkoló rendszer technikai okok miatt 4 méterre megállt az űrállomástól. Viktorenko átvette az irányítást, az űrhajót 20 méter távolságba elmozgatta, majd kézi vezérléssel végrehajtotta a dokkolást. Az űrhajó összesen 166 napot, 6 órát, 58 percet és 15 másodperc töltött a világűrben. Szolgálati ideje alatt 2680 alkalommal kerülte meg a Földet.
Az űrállomáson különböző tudományos munkákat végeztek: Föld-megfigyelés, geofizikai, csillagászat, kísérletek különböző anyagokkal (Mir laboratorium), űrtechnológia, biológiai és biotechnológiai műveletek, kísérletek. Teherűrhajók szállították a helyszínre a kutatási anyagokat. 1990. január 8-án 2 óra 56 perces (műszerek, kísérleti anyagok kihelyezése),  január 11-én 2 óra 54 perces (kihelyezett anyagok, eszközök visszavétele), majd január 26-án 3 óra 2 perces és február 1-jén 4 óra 59 perces karbantartói űrsétát végeztek. Az ötödik űrsétára február 5-én 3 óra 45 perces időtartamban került sor.
1990. február 19-én földi parancsra belépett a légkörbe és hagyományos – ejtőernyős leereszkedés – módon Arkalik (oroszul: Арқалық) várostól 55 kilométerre sikeresen visszatért a Földre.

## Személyzet

### Felfelé
- Alekszandr Sztyepanovics Viktorenko kutatásfelelős parancsnok
- Alekszandr Alekszandrovics Szerebrov fedélzeti mérnök

### Tartalék személyzet
- Anatolij Jakovlevics Szolovjov kutatásfelelős parancsnok
- Alekszandr Nyikolajevics Balangyin fedélzeti mérnök